# Obviously
Obviously — второй сингл английской рок-группы McFly. Помимо сингла CD2 содержит кавер-версию песни The Beatles «Help!». Также группа записала специальное интервью, которое можно услышать на CD2 и 7" пластинке, в котором они отвечают на вопросы своих поклонников.
| №  | Название       | Длительность |
| -- | -------------- | ------------ |
| 1. | «Obviously»    | 3:17         |
| 2. | «Get Over You» | 1:44         |

| №  | Название            | Длительность |
| -- | ------------------- | ------------ |
| 1. | «Obviously»         | 3:17         |
| 2. | «Help!»             | 2:20         |
| 3. | «Obviously»         | 3:03         |
| 4. | «Interview, Part 1» | 7:05         |
| 5. | «Obviously (Видео)» | 3:17         |

| №  | Название            | Длительность |
| -- | ------------------- | ------------ |
| 1. | «Obviously»         | 3:17         |
| 2. | «Interview, Part 2» |              |

## Позиции в чартах
| Чарт (2004)               | Наивысшая позиция |
| ------------------------- | ----------------- |
| UK Singles Chart          | 1                 |
| UK Chart of the Year 2004 | 42                |
| Irish Singles Chart       | 14                |